# Individanpassat stöd till arbete
Individanpassat stöd till arbete (engelska: Individual Placement and Support) (IPS) är arbetslivsinriktade rehabiliteringsinsatser för personer med funktionsnedsättning. Arbetssättet växte fram i USA under 1980-talet för personer med allvarliga och långvariga psykiska sjukdomar. I början av 1990-talet väcktes intresset för metoden i Sverige och den används nu inom flera verksamheter.
Grundtanken är att alla människor med funktionsnedsättning kan arbeta på den öppna arbetsmarknaden om de bara hittar rätt arbete och rätt arbetsplats. Tanken är inte att hjälpa en person genom omfattande arbetsträning och successiv utslussning, utan att söka efter en arbetsplats som tar vara på personens motivation och intressen. Insatsen behöver därför inte föregås av bedömning av arbetsförmåga eller arbetsträning. Man betonar istället vikten av att snabbt komma ut i förvärvslivet. Att kunna få och behålla ett arbete är något som i sin tur antas leda till stärkt självbild och självkänsla. En särskild stödperson, IPS-coach, med specifik utbildning i metoden stödjer och vägleder klienten i att hitta och behålla ett arbete. IPS-coachen samordnar också arbetet med arbetsförmedling, försäkringskassa, psykiatri och socialtjänst.
I Socialstyrelsens nationella riktlinjer rekommenderas IPS för personer med schizofreni eller schizofreniliknande tillstånd.

## Effekt
Jämfört med traditionell arbetsrehabilitering ökar IPS troligen möjligheten för personer med psykisk funktionsnedsättning att få en anställning på den öppna arbetsmarknaden.
Med ett undantag fungerar IPS lika bra i länder med olika välfärdssystem respektive arbetsmarknad; ett starkt rättsligt skydd mot uppsägning, såsom i Sverige, innebär en något svagare effekt av IPS. Statens beredning för medicinsk och social utvärdering (SBU) kommenterade år 2020 en meta-regression från 2019 och fann i en samlade bedömning att IPS ökar möjligheten för personer med psykisk funktionsnedsättning att få ett arbete på den svenska arbetsmarknaden.